# Fred Davis (zapaśnik)
Frederick (Frank) "Fred" Davis (ur. 22 listopada 1886, zm. 21 maja 1960) – brytyjski zapaśnik walczący w stylu wolnym. Olimpijczyk z Londynu 1908, gdzie zajął piąte miejsce w wadze koguciej.
Czwarty na mistrzostwach Europy w 1913 roku. 

## Letnie Igrzyska Olimpijskie 1908
| Konkurencja      | Rundy eliminacyjne       | Rundy eliminacyjne  | Klas. końcowa |
| Konkurencja      | 1/8                      | 1/4                 | Miejsce       |
| ---------------- | ------------------------ | ------------------- | ------------- |
| 54 kg styl wolny | Frederick Knight (GBR) Z | Aubert Côté (CAN) P | 5.            |